# Zombie (singel)
Zombie – singel i protest song irlandzkiego zespołu The Cranberries pochodzący z wydanego w roku 1994 albumu No Need to Argue. Jego treść dotyczy konfliktów w Irlandii Północnej, zwanych The Troubles.

## Geneza utworu
Utwór „Zombie” został napisany podczas angielskiej trasy zespołu w 1993 roku i nagrany w Manor Studio (Oxfordshire) i Townhouse Studios (Londyn) w roku 1994. Dedykowany jest pamięci dwóch chłopców, Jonathana Balla i Tima Parry’ego, którzy zginęli w zamachach bombowych zorganizowanych przez IRA w Cheshire (północno-zachodnia Anglia) w dniu 20 marca 1993.

## Popularność
„Zombie” to jeden z największych przebojów w dorobku zespołu. Przebywał na szczycie amerykańskiej listy Modern Rock Tracks przez sześć tygodni i na francuskiej liście Top 50 przez dziewięć tygodni w roku 1995. W Wielkiej Brytanii dotarł do czternastego miejsca. Singel z utworem sprzedany został w dwóch milionach egzemplarzy. Od maja 1993 zespół The Cranberries grał ten utwór 341 razy.
„Zombie” zdobył MTV Europe Music Awards dla najlepszej piosenki roku 1995.
W 2020 roku zdobył miliard wyświetleń na platformie YouTube.

## Teledysk
W roku 1995 premierę miał teledysk do tego utworu, wyreżyserowany przez Samuela Bayera. W klipie można zobaczyć Dolores O’Riordan pokrytą złotą farbą i otoczoną dziećmi. Widok ten przypomina klasyczny wizerunek świętego Sebastiana. Pojawiają się też ujęcia przedstawiające patrole brytyjskich żołnierzy w Irlandii Północnej.

## Notowania i certyfikaty
| Lista przebojów (1994-95)              | Najwyższa pozycja |
| -------------------------------------- | ----------------- |
| Australia (Top 50 Singles)             | 1                 |
| Austria (Ö3 Austria Top 40)            | 2                 |
| Belgia (Ultratop 50 Singles, Flandria) | 1                 |
| Belgia (Ultratop 50 Singles, Walonia)  | 1                 |
| Dania (IFPI)                           | 1                 |
| Francja (Top Singles & Titres)         | 1                 |
| Holandia (Single Top 100)              | 2                 |
| Irlandia (Singles Chart)               | 3                 |
| Kanada (Billboard Canadian Hot 100)    | 19                |
| Niemcy (Media Control Charts)          | 1                 |
| Norwegia (VG-lista)                    | 2                 |
| Nowa Zelandia (Recorded Music NZ)      | 5                 |
| Stany Zjednoczone (Alternative Songs)  | 1                 |
| Szwajcaria (Singles Top 100)           | 2                 |
| Szwecja (Sverigetopplistan)            | 2                 |
| Wielka Brytania (UK Singles Chart)     | 14                |

| Kraj                   | Certyfikat |
| ---------------------- | ---------- |
| Australia (ARIA)       | Platyna    |
| Austria (IFPI Austria) | Złoto      |
| Niemcy (BVMI)          | Platyna    |
| Wielka Brytania (BPI)  | Złoto      |
| Włochy (FIMI)          | Złoto      |